# Isle-et-Bardais
 Isle-et-Bardais  là một xã ở tỉnh Allier thuộc miền trung nước Pháp.